# Notre-Dame-de-Lorette (métro de Paris)
Pour les articles homonymes, voir Notre-Dame-de-Lorette (homonymie).
Notre-Dame-de-Lorette est une station de la ligne 12 du métro de Paris, située dans le 9e arrondissement de Paris.

## Situation
La station est implantée au nord-est du quartier de la Chaussée-d'Antin, à proximité de ses limites administratives avec le quartier Saint-Georges au nord, le quartier du Faubourg-Montmartre à l'est et le quartier de Rochechouart au nord-est. Elle se trouve sous la rue de Châteaudun, au sud-ouest de l'église Notre-Dame-de-Lorette. Orientée selon un axe est-ouest, elle s'intercale entre les stations Saint-Georges et Trinité - d'Estienne-d'Orves, tout en étant géographiquement très proche de la station Le Peletier sur la ligne 7. En direction de Mairie d'Issy, elle est précédée de deux courbes parmi les plus serrées du réseau, de seulement 50 mètres de rayon, puis suivie d'une voie centrale en impasse, embranchée à l'ouest sur les deux voies en amont de la station Trinité - d'Estienne d'Orves.

## Histoire
La station est ouverte le 5 novembre 1910 avec la mise en service du premier tronçon de la ligne A de la Société du chemin de fer électrique souterrain Nord-Sud de Paris (dite Nord-Sud). Elle en constitue le terminus provisoire depuis Porte de Versailles jusqu'au 8 avril 1911, date à laquelle la ligne est prolongée une première fois au nord jusqu'à Pigalle, autre terminus temporaire.
Elle doit sa dénomination à sa proximité avec l'église Notre-Dame-de-Lorette ainsi qu'avec la rue Notre-Dame-de-Lorette, voie à laquelle l'édifice précité a lui-même donné son nom.
Le 27 mars 1931, la ligne A devient l'actuelle ligne 12 du métro à la suite de l'absorption de la société du Nord-Sud le 1er janvier 1930 par sa concurrente : la Compagnie du chemin de fer métropolitain de Paris (dite CMP), qui gère la concession de l'essentiel des autres lignes du réseau.
Comme l'ensemble des points d'arrêt de la ligne 12 de 1959 à 1960, les quais sont modernisés par la mise en place d'un carrossage métallique sur les piédroits, avec des montants horizontaux de couleur vert d'eau et des cadres publicitaires dorés, éclairés par le haut. Cet aménagement, alors largement utilisé sur le réseau en tant que moyen de rénover les stations rapidement et à moindre coût, est toutefois rapidement remplacé par une décoration de style « Andreu-Motte » — comme l'essentiel des stations du réseau entre 1974 et 1984 — de couleur bleue avec le remplacement des carreaux blancs biseautés et faïences « Nord-Sud » marron d'origine par du carrelage blanc plat en l'occurrence.
Le 30 août 2000 à 13 h 21, à la suite d'un excès de vitesse, la voiture de tête d'une rame MF 67 à destination de Mairie d'Issy se renverse dans le tunnel précédant la station sans entraîner les voitures suivantes mais y reste attachée, glisse pendant 15 secondes sur 134 mètres et vient s'encastrer dans le nez de quai du sens opposé. L'accident occasionne 24 blessés légers.
Dans le cadre du programme « Renouveau du métro » de la RATP, les couloirs et le hall d'accueil de la station sont rénovés le 17 août 2005, ce qui entraîne la disparition du carrelage bleu plat de style « Motte » au débouché des couloirs d'accès et de sortie des quais.

### Fréquentation
Selon les estimations de la RATP, la station a vu entrer 2 833 104 voyageurs en 2019, ce qui la place à la 186e position des stations de métro pour sa fréquentation sur 302,. En 2020, avec la crise du Covid-19, son trafic annuel tombe à 1 176 983 voyageurs, la reléguant alors au 223e rang, avant de remonter progressivement en 2021 avec 1 893 828 entrants comptabilisés, ce qui la classee à la 188e position des stations du réseau pour sa fréquentation cette année-là.

## Services aux voyageurs

### Accès
La station dispose de deux accès répartis en trois bouches de métro :
- l'accès no 1 « Rue Bourdaloue - Église Notre-Dame-de-Lorette » comprenant deux trémies établies dos-à-dos, l'une constituée d'un escalier fixe bordant les grilles de l'église face au no 1 de la rue précitée, l'autre comportant un escalier mécanique montant réservé à la sortie, attenant au même édifice à hauteur du no 3 de la rue ;
- l'accès no 2 « Rue de Châteaudun », constitué d'un escalier fixe, débouchant au droit du no 32 de la rue de Châteaudun.

L'accès no 1 est agrémenté de balustrades et d'un candélabre en fer forgé dans le style Dervaux des années 1930, lesquels ont remplacé les entourages d'origine en fer et en céramique dans le style caractéristique du Nord-Sud, modèle que l'on retrouve toujours sur l'accès no 2.

Accès à la station
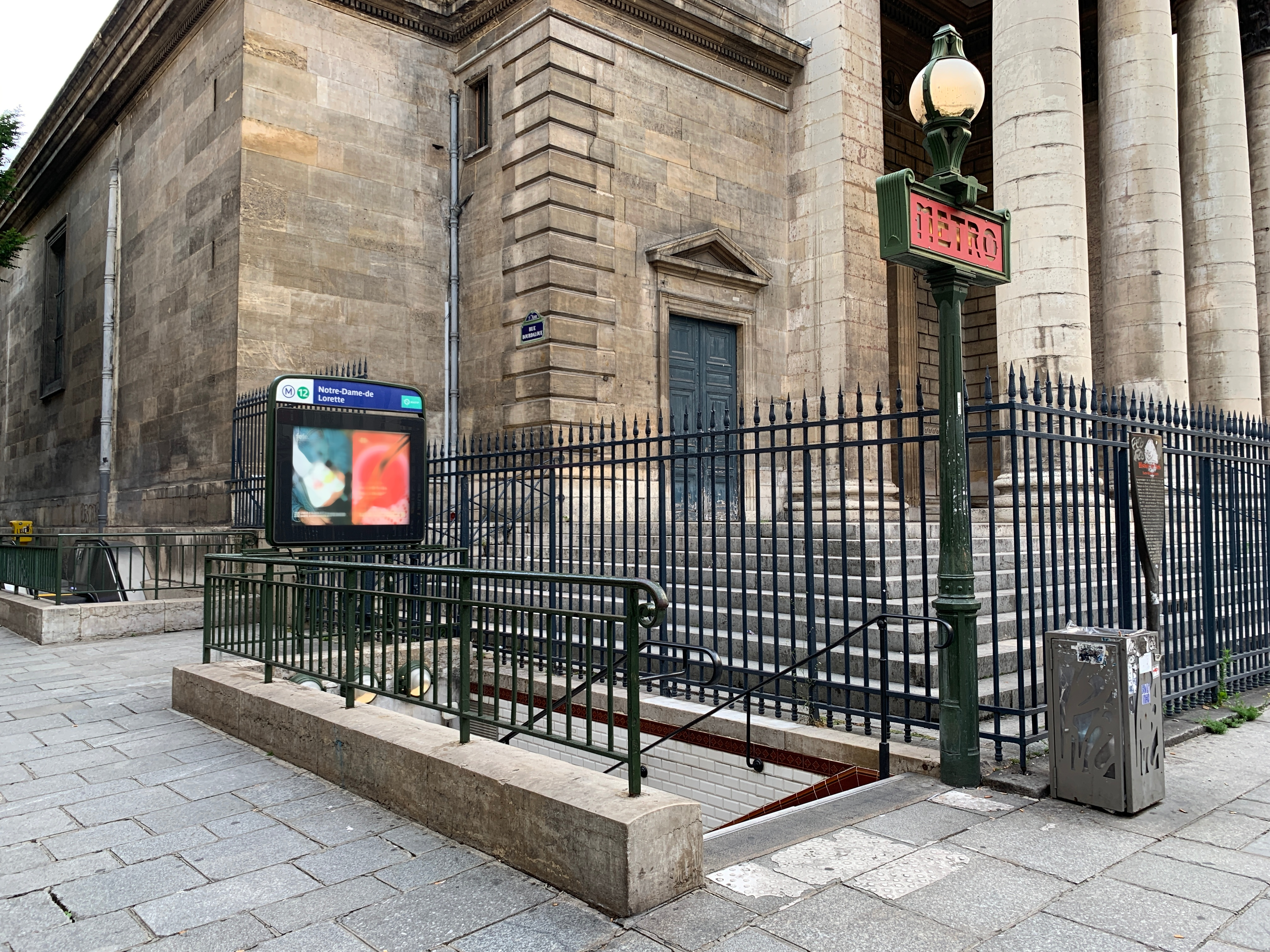
L'entrée no 1, « Rue Bourdaloue ».
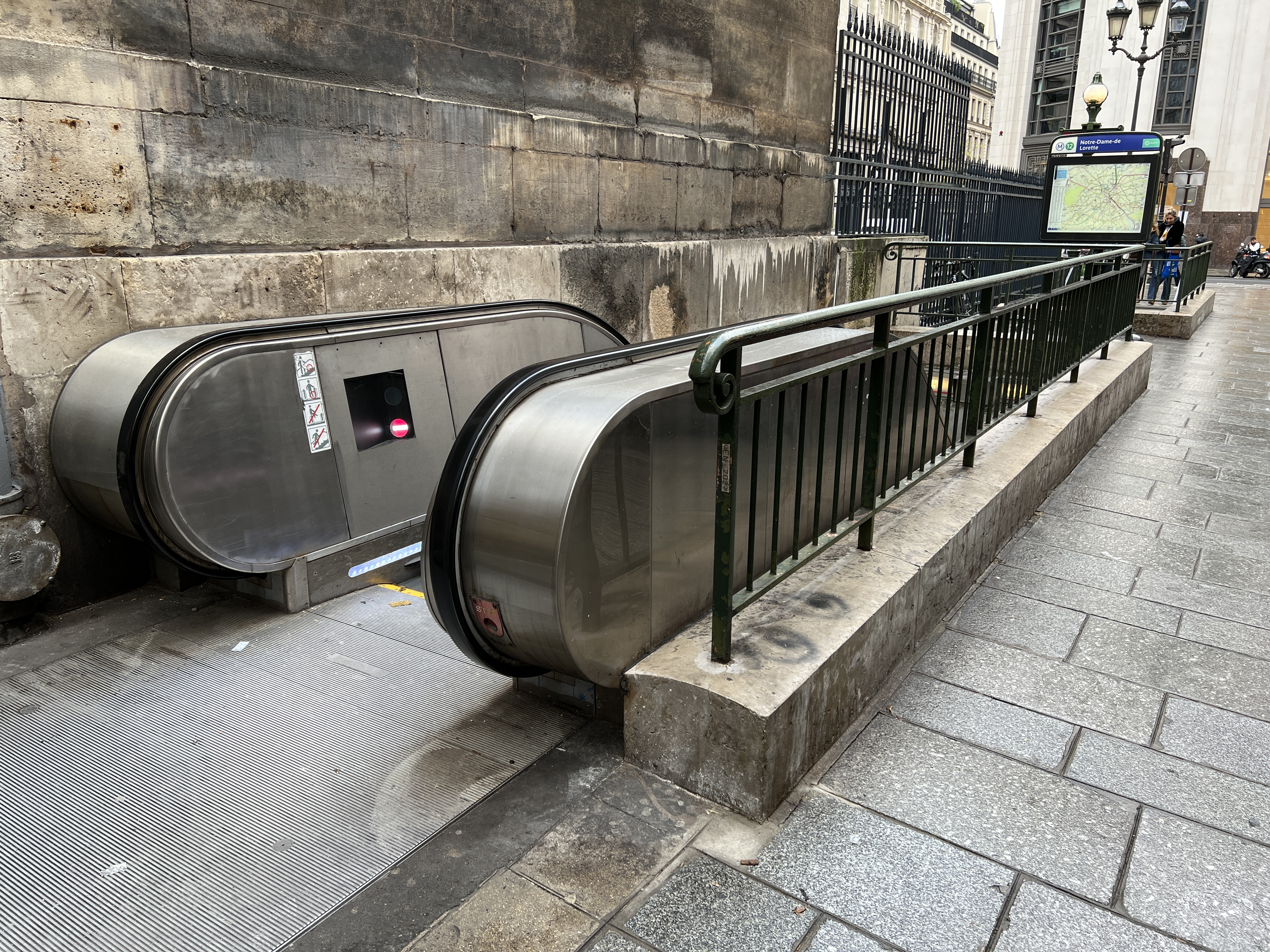
L'escalier mécanique de sortie rattaché à l'accès no 1.
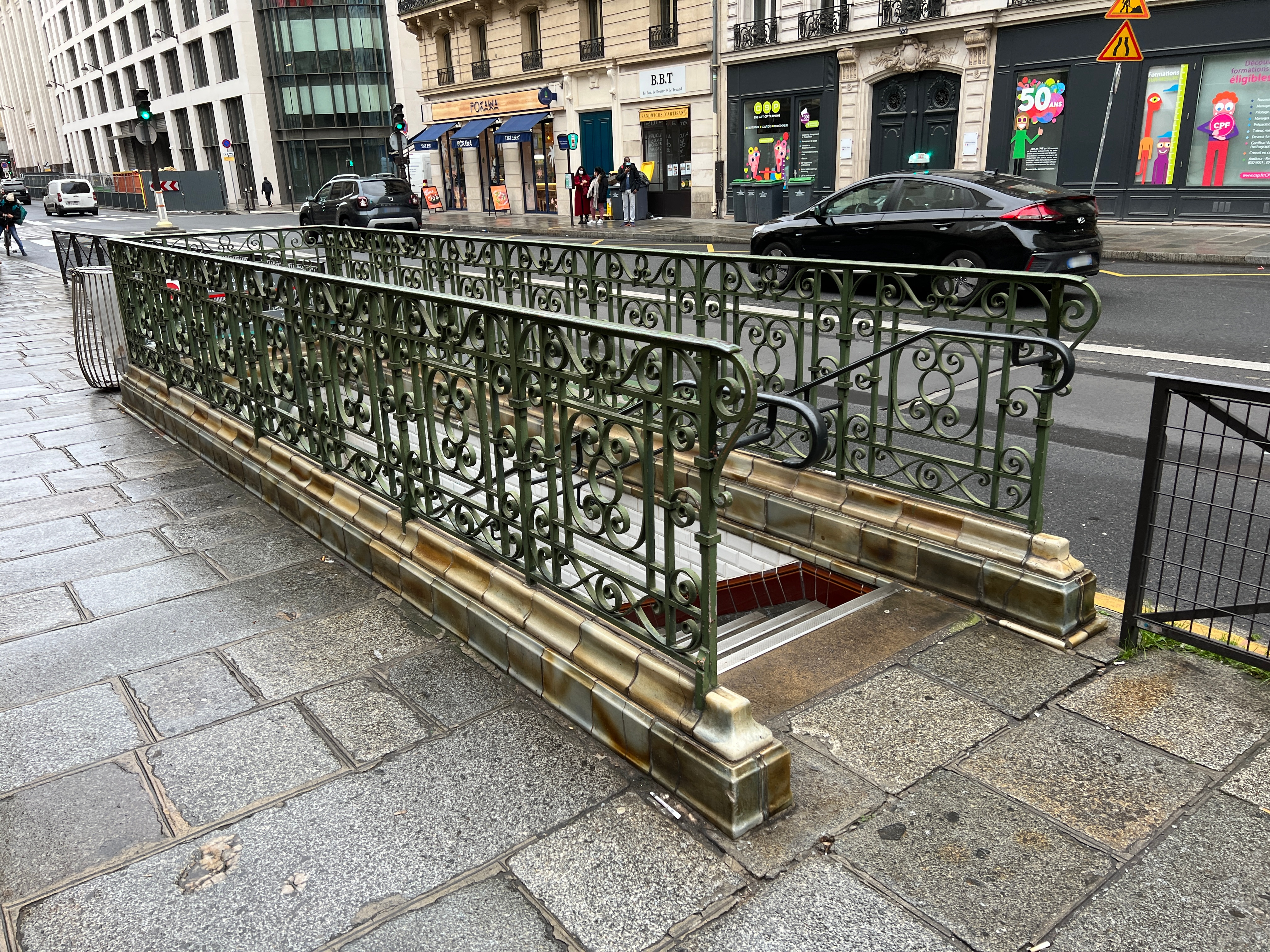
L'accès no 2, « Rue de Châteaudun ».

Bien que la station fut aménagée par l'ancienne société du Nord-Sud, les couloirs d'accès et de sortie sont ornés de frises en céramique marron à losanges dans le style traditionnel de la CMP, au lieu des frises à vagues marron typiques du Nord-Sud, à la suite de leur rénovation en 2005. Cette particularité constitue un contre-sens historique que l'on retrouve aux stations Jules Joffrin, Vaugirard et Convention sur la même ligne, ainsi qu'à la station Guy Môquet sur la ligne 13, ayant également appartenu au réseau Nord-Sud à l'origine.

### Quais
Notre-Dame-de-Lorette est une station de configuration standard pour le métro de Paris : elle possède deux quais, d'une longueur conventionnelle de 75 mètres, séparés par les deux voies du métro et la voûte est semi-elliptique, forme spécifique aux anciennes stations du réseau Nord-Sud, dont la partie inférieure des piédroits était verticale et non courbée comme dans les stations de sa concurrente, la CMP.
La décoration est de style « Andreu-Motte » avec deux rampes lumineuses bleues ainsi que des banquettes traitées en carrelage bleu plat. Ces aménagements sont mariés avec les carreaux en céramique blancs plats qui recouvrent les piédroits, la voûte et les tympans, tandis que les débouchés des couloirs sont traités en carreaux blancs biseautés classiques en remplacement du carrelage « Motte » bleu plat. Les cadres publicitaires sont métalliques et le nom de station est inscrit en police de caractères Parisine sur des plaques émaillées. Cas unique pour une station de style « Andreu-Motte » ayant conservé ses banquettes maçonnées, ces dernières sont surmontées de sièges « Akiko » bleus depuis les années 2010, en remplacement des sièges « Motte » d'origine qui étaient de couleur bleue également.

Quais à la station
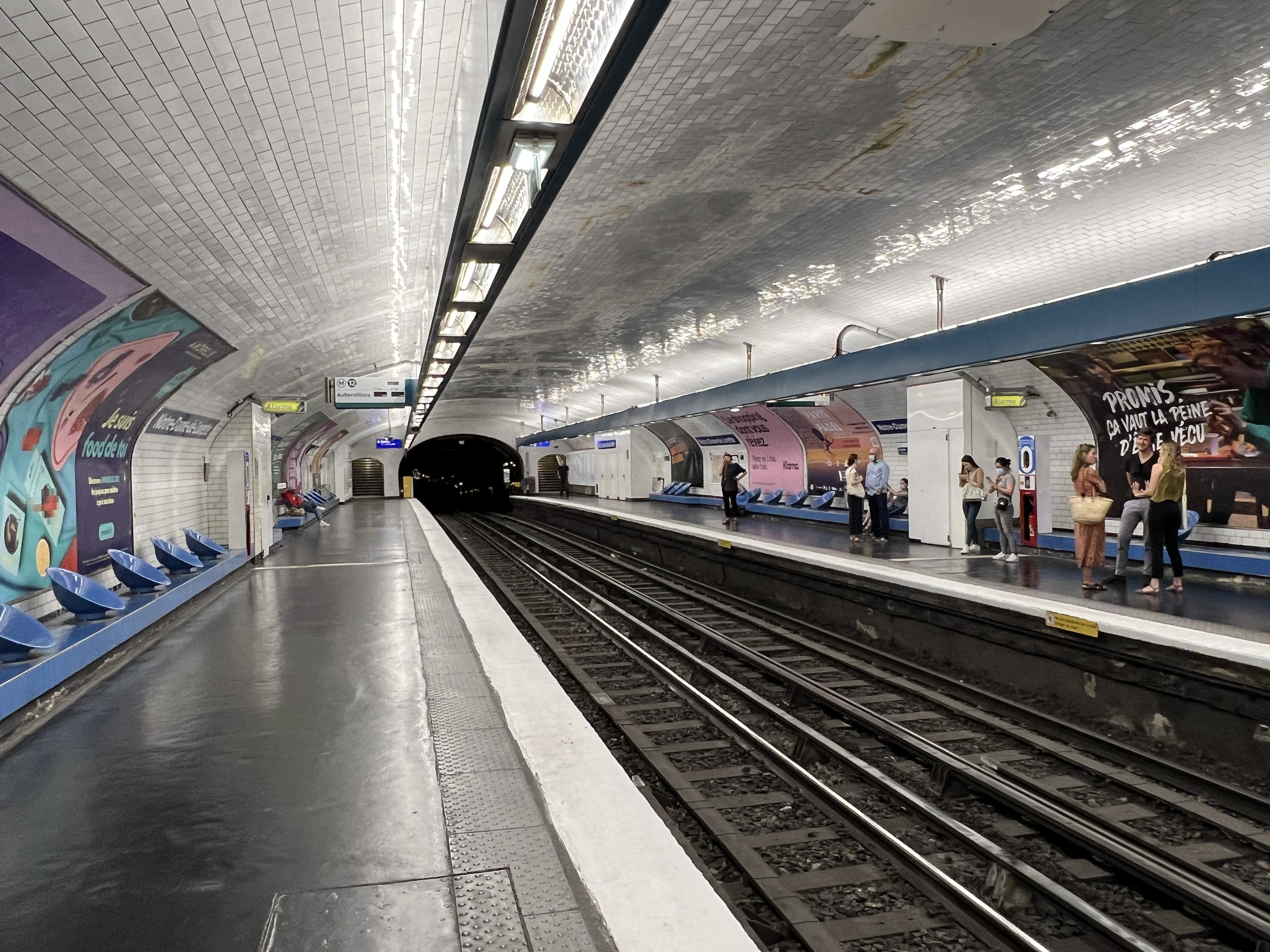
Les quais de la station, vus en direction de Mairie d'Issy.
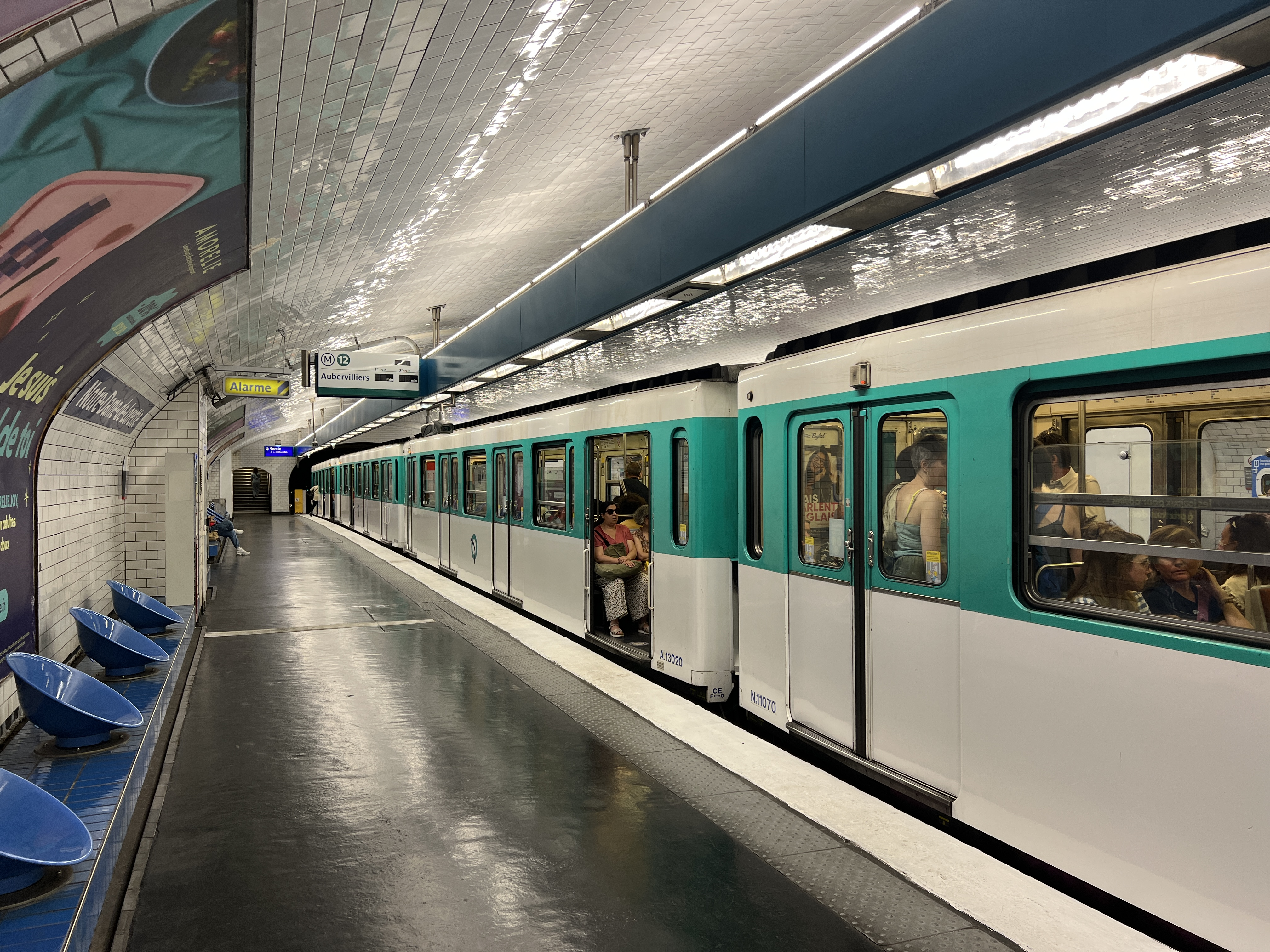
Rame MF 67 à quai en direction de Mairie d'Aubervilliers.
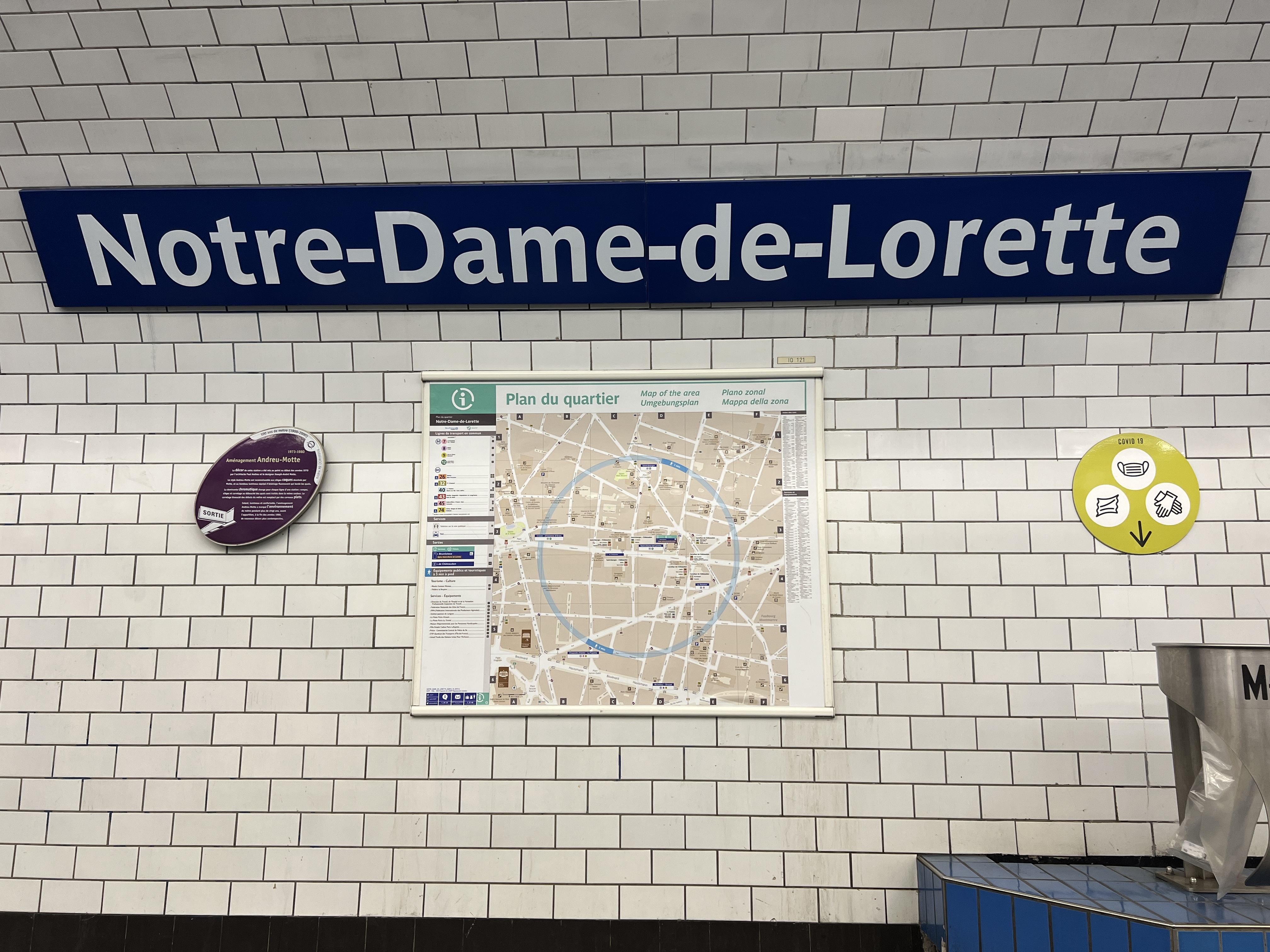
Plaque émaillée indiquant le nom de la station.

### Intermodalité
La station est desservie par les lignes 26, 32, 40, 43, 74 et 85 du réseau de bus RATP.
Par ailleurs, il est possible de rejoindre par la voie publique la station Le Peletier de la ligne 7, géographiquement très proche. Cette correspondance ne figure cependant pas sur les plans à bord des rames, ni sur la signalétique directionnelle dans les stations des deux lignes.

## À proximité
- Nouvelle Athènes
- Église Notre-Dame-de-Lorette
- Grande synagogue de Paris
- Musée Gustave-Moreau
- Square d'Orléans